# راذفرانهام
راذفرانهامهي ضاحية جنوب من دبلن في أيرلندا. وهي تقع جنوب تيرينور شرقي تمبلوغ، وتقع في مقاطعتي دبلن 14 و 16. ضمن المناطق الإدارية لكل من مجلس مقاطعة دون لاوجير-رات داون ومقاطعات مقاطعة دبلن.

## أعلام
- جون ميلينغتون سينغ